# نوئل زانکانلا
نوئل پاتریک زانکانلا (انگلیسی: Noel Patrick Zancanella) تهیه‌کننده موسیقی و ترانه‌نویس آمریکایی ساکن لس آنجلس، کالیفرنیا است. او با هنرمندانی مانند تیلور سوئیفت، وان‌ریپابلیک و مارون ۵ همکاری کرده است. او در سال ۲۰۱۶ برای آلبوم ۱۹۸۹ سوئیفت برندهٔ جایزه گرمی آلبوم سال شد.